# Белая звёздочка
«Белая звёздочка» («Белая звёздочка» — «Крестик» — «Турист») — пещерная система, расположенная в Адыгее, в горном массиве Фишт. Является одной из глубочайших пещер в России (640 м). Пещера «Турист» — единственная в бывшем СССР пещера ледникового происхождения. Система «Белая звёздочка» — «Крестик» — «Турист» имеет десять входов, расположенных на разной высоте.

## История исследования
Пещера была найдена в 1980-х годах экспедицией Кунцевского дома пионеров, и за несколько лет пройдена до глубины более 200 метров. С 1994 года начались исследования пещерной системы «Белая звёздочка» — «Крестик» — «Турист». В ней было обнаружено древнее русло подземной ледниковой реки (в пещере «Турист»), — тоннель круглого сечения диаметром 4-6 метров с многочисленными ответвлениями, в 1990-х годах исследован на протяжении километра. Летом 1993 года был обнаружен большой ручей в зале «Коллектор», за которым (после прохождения колодца) обнаружен сифон на глубине 450 метров. В следующем году, после обнаружения обхода сифона, пещера была пройдена до глубины около 600 метров. Там находится мощный ручей с расходом воды 40—50 л/с, который течёт в этом месте по дну меандра с более чем 100-метровой высоты.